# Ахім Ріхтер
Ахім Ріхтер (нім. Achim Richter; нар. 21 вересня 1940, Дрезден, Німеччина) — німецький фізик-ядерник. У 1974 році він став професором Інституту ядерної фізики Дармштадтського технічного університету і вийшов на пенсію у вересні 2008 року. З 1 листопада 2008 року по 31 жовтня 2012 року він був директором Європейського центру теоретичних досліджень у ядерній фізиці та суміжних галузях у Тренто. З 1 листопада 2012 року він знову є професором Інституту ядерної фізики Дармштадтського технічного університету.

## Життєпис
Ріхтер народився в родині будівельника Георга Едмунда Ріхтера та його дружини Ельзи (уродженої Венцель). Він навчався у початковій та середній школі в Дрездені, закінчивши її з відзнакою у 1958 році, отримавши університетський диплом. Після п'яти відмов у вступі на фізичний факультет технічного університету в Дрездені з політичних та ідеологічних причин, він у 1959 році втік з Східної Німеччини через Західний Берлін.
У 1959 році він почав вивчати фізику в Гайдельберзькому університеті і в 1963 році був прийнятий до Німецького національного академічного фонду; через два роки він здобув диплом з фізики. У 1967 році він отримав докторський ступінь під керівництвом професора Вольфганга Гентнера в Інституті ядерної фізики Макса Планка в Гайдельберзі. З 1967 по 1968 рік він працював науковим співробітником на фізичному факультеті Університету штату Флорида в Таллахассі, Флорида. З 1969 по 1970 рік він працював постдокторантом на фізичному факультеті Аргоннської національної лабораторії в Іллінойсі.
У 1971 році Ріхтер став науковим співробітником Інституту ядерної фізики Макса Планка. Після завершення габілітації з фізики в Гайдельберзькому університеті він став там доцентом. З 1971 по 1973 рік Ріхтер був науковим радником і професором у Рурському університеті Бохума. У 1974 році він став директором Інституту ядерної фізики Дармштадтського технічного університету.
Ріхтер є членом Німецького фізичного товариства та Німецької асоціації університетських професорів. Наприкінці 2005 року Американське фізичне товариство обрало його першим неамериканцем на посаду старшого редактора журналу Reviews of Modern Physics.
Ріхтер з дитинства грає на альті. Він одружений з Крістін Монікою.

## Наукова діяльність
Ріхтер та його співробітники досягли значних результатів у дослідженнях завдяки розробці надпровідних прискорювачів електронів у Дармштадті S-DALINAC, який став першим прискорювачем такого типу в Європі, а також проєктуванню та створенню першого лазера на вільних електронах (FEL) у Німеччині.
Його вважають першовідкривачем режиму ножиць у важких деформованих атомних ядрах у 1984 році. Його наукові інтереси охоплюють широкий спектр у галузях ядерної фізики, атомної фізики, радіаційної фізики, фізики прискорювачів та нелінійних динамічних систем.
Його дослідження стосуються симетрій та законів збереження в легких ядрах та явищ флуктуацій у ядерних реакціях, експериментів з електромагнітних збуджень ядер фотонами, електронами та адронами, а також робіт у галузі каналувального випромінювання, нелінійної динаміки та квантового хаосу.

## Нагороди та відзнаки
Ріхтер отримав численні нагороди та відзнаки:
- 1964: Лауреат університетської премії з фізики
- 1988: Премія Гей-Люссака — Гумбольдта
- 1990: Член-кореспондент Королівського товариства Південної Африки
- 1992: Лауреат премії Макса Планка за дослідження
- 1995: Почесний доктор Технічного університету Чалмерса в Гетеборзі, Швеція
- 1996: Почесний доктор Гентського університету, Бельгія
- 1996: Член-кореспондент Гейдельберзької академії наук
- 2000: Почесний доктор Університету Вітватерсранда, Йоганнесбург, Південна Африка
- 2000: Почесний доктор Харківського національного університету
- 2001: Лауреат Медаль Штерна — Герлаха Німецького фізичного товариства
- 2002: Член Американського фізичного товариства
- 2005: Член-кореспондент Королівського товариства мистецтв і наук у Гетеборзі, Швеція
- 2006: Отримав професуру Таге Ерландера від Шведських дослідницьких рад
- 2007: Отримав Орден «За заслуги перед землею Гессен»
- 2010: Член Королівського фізіографічного товариства в Лунді, Швеція
- 2010: Член Німецької національної академії наук Леопольдина[2]